# Blade: The Series
Blade: The Series és un programa de televisió estatunidenc basat en els còmics de Marvel i la popular trilogia cinematogràfica Blade. Es va estrenar al canal Spike TV el 28 de juny de 2006. Kirk "Sticky" Jones actor principal en el paper de Blade, amb Jill Wagner com Krista Starr, Neil Jackson com Marcus Van Sciver, Jessica Gower en el paper de Chase i Nelson Lee com Shen, assistent de Blade. Les 2 hores del capítol pilot van ser dirigides per Peter O'Fallon amb el guió de David Goyer (que va escriure les tres pel·lícules) i escriptor del conegut còmic Geoff Johns.

## Argument
En la trama, Krista Starr torna del servei militar a l'Iraq per saber que el seu germà bessó, Zack, ha mort en circumstàncies misterioses. La seva investigació revela que Zack era un "familiar", una mena de servent que es compromet a complir les ordres d'un vampir amb l'esperança que el seu "mestre" amb el temps se li recompensa amb la vida eterna.Mentres Krista busca l'assassí del seu germà aviat porta el seu cara a cara amb el mateix assassí, Marcus Van Sciver, un vampir poderós i membre d'alt rang de la Casa de Chthon. Enamorada de Krista, Marcus decideix convertir-la en un vampir mitjançant la injecció d'ella amb la seva sang. Krista llavors s'acosta a Blade, que li injecta el sèrum, el mateix que utilitza per controlar els seus instints de vampir, i li ofereix l'oportunitat d'ajudar-la a venjançar-se la mort del seu germà i reduir Marcus i la Casa de Chthon, i va revelar que Zack. Els dos formen una aliança.
La resta de la temporada segueix en els intents de Krista per mantenir la seva cobertura a la Casa de Chthon, al mateix temps els esforços de lluita amb la seva naturalesa depredadora de creixement, i Marcus (se suposa) per desenvolupar una "vacuna" que fan els vampirs immunes a totes les seves tradicionals debilitats, la llum del sol, plata, all, etc Més tard es va revelar que el veritable propòsit de Marcus és crear un virus anomenat el Projecte Aurora, que es dirigirà específicament a "sang pura", la classe governant de vampirs, i deixar el turnbloods (vampirs normals com Chase i Marcus, que alguna vegada van ser humans) il·lès.

## Llista d'episodis
| No.  | Episodi                             | Estats Units           |
| ---- | ----------------------------------- | ---------------------- |
| 1.01 | "Pilot: 1º Part"                    | 28 de juny de 2006     |
| 1.01 | "Pilot: 2º Part"                    | 28 de juny de 2006     |
| 1.02 | Death Goes On(La Mort continua)     | 5 de juliol de 2006    |
| 1.03 | Descent(Descens)                    | 12 de juliol de 2006   |
| 1.04 | Bloodlines(Llinatge)                | 19 de juliol de 2006   |
| 1.05 | The Evil Within(El mal interior)    | 26 de juliol de 2006   |
| 1.06 | Delivery(Entrega)                   | 2 d'agost de 2006      |
| 1.07 | Sacrifice(Sacrifici)                | 9 d'agost de 2006      |
| 1.08 | Turn of the Screw(Volta de rosca)   | 16 d'agost de 2006     |
| 1.09 | Angels and Demons(Àngels i dimonis) | 23 d'agost de 2006     |
| 1.10 | Hunters(Caçadors)                   | 30 d'agost de 2006     |
| 1.11 | Monsters(Monstres)                  | 6 de setembre de 2006  |
| 1.12 | Conclave(Conclave)                  | 13 de setembre de 2006 |

## La saga
- Blade (1998)
- Blade II (2002)
- Blade: Trinity (2004)